# Чиста
Чиста или Чусте (на гръцки: Φωλιά, Фолия, катаревуса: Φωλεά, Фолеа, до 1928 година Τσιούστη, Цюсти) е село в Гърция, дем Кушница, област Източна Македония и Тракия.

## География
Селото е разположено на 265 m надморска височина в малката едноименна планина Чиста или Люти рид (Символо), югозападно от Правища и Кавала. През селото минава река Цуцурас.

## История

### Етимология
Според Йордан Н. Иванов името е от прилагателното чист, антоним на мръсен, като е сравним топонимът Мръсна.

### В Османската империя
Александър Синве ("Les Grecs de l’Empire Ottoman. Etude Statistique et Ethnographique"), който се основава на гръцки данни, в 1878 година пише, че в Цусти (Tsousti) живеят 120 гърци.
В 1889 година Стефан Веркович (Топографическо-этнографическій очеркъ Македоніи) пише за Чиста:
| „ | Чиста, християнско село; 1 църква; тук също се отглежда предимно тютюн. Жителите са гърци. От града е отдалечено на 4 часа разстояние. Жителите християни са гърци, а мохамеданите - помаци. | “ |

Съгласно статистиката на Васил Кънчов („Македония. Етнография и статистика“) към 1900 година Чиста е малко гръцко селище. В него живеят 85 гърци. По данни на секретаря на Българската екзархия Димитър Мишев („La Macédoine et sa Population Chrétienne“) в 1905 година в Чиста (Tchista) има 100 гърци. Според гръцката статистика, през 1913 година в Цюти (Τσιούτη) живеят 122 души.

### В Гърция
След Междусъюзническата война селото попада в Гърция. В 1918 година, по време на окупацията от България през Първата световна война, Антон Страшимиров го посещава и го определя като „гъркоманско“. По време на войната, тъй като е на фронтовата линия, селото е обезлюдено.
През 1928 година името на селото е сменено на Фолеа. След войната в Чиста са заселени 16 гръцки семейства с 60 души - бежанци от Източна Тракия. Други данни показва заселени 167 бежанци. Малко по-късно в селото се установяват и каракачани скотовъдци от Пинд.
Българска статистика от 1941 година показва 408 жители.
Населението традиционно отглежда тютюн. Също така има големи маслинови плантации, от които се добиват маслини и зехтин. Частично е развито и скотовъдството.
| Име        | Име               | Ново име    | Ново име    | Описание                         |
| ---------- | ----------------- | ----------- | ----------- | -------------------------------- |
| Чешме Даг  | Τσεσμὲ Ντὰγ Βρύση | Кефаловрисо | Κεφαλόβρυσο | извор в Люти рид, ЮЗ от Чиста    |
| Болцка     | Μπόλτσκα          | Дафнорема   | Δαφνόρεμα   | река                             |
| Цюндусурас | Τσιούντσουρας     | Лептокариес | Λεπτοκαρυὲς |                                  |
| Барес      | Μπάρες            | Ливадия     | Λιβάδια     | местност в Люти рид, ЮЗ от Чиста |
| Ерен тепе  | Ἐρὲν Τεπέ         | Лимери      | Λιμέρι      | връх в Люти рид (603,3 m)        |

| Година    | 1913 | 1920 | 1928 | 1940 | 1951 | 1961 | 1971 | 1981 | 1991 | 2001 | 2011 | 2021 |
| --------- | ---- | ---- | ---- | ---- | ---- | ---- | ---- | ---- | ---- | ---- | ---- | ---- |
| Население | 122  | 155  | 190  | 432  | 432  | 530  | 530  | 522  | 581  | 575  | 567  | 422  |